# Quido Riedl
Quido Riedl (7. února 1878 Bílá Lhota – 17. dubna 1946, Bílá Lhota) byl dendrolog česko-německého původu.

## Život
Po vystudování hospodářské školy studoval na vysoké škole ve Vídni. Dne 30. dubna 1906 se oženil s Annou Czechovou a přiženil se do Nového Dvora u Opavy. To mu dalo příležitost uplatnit jeho ekonomické a dendrologické znalosti. V Novém Dvoře pak vznikl park o rozloze asi 1,5 hektaru s téměř pěti stovkami druhů, odrůd, tvarů a variet různých dřevin.  Některé stromy v tomto parku patří k nejstarším exemplářům u nás. Kromě správy parku a farmy se zabýval chovem hospodářských koní a o jejich chovu napsal knihu. Ve 30. letech 20. století se podílel i na výstavbě zámeckého parku zámku v Borotíně na Blanensku. V Novém Dvoru působil  až do roku 1928, kdy se jeho dcera provdala a on jí mohl darovat jako věno zámeček s palácem a parkem. Přestěhoval se zpět do Bílé Lhoty, odkud pocházel. I zde se věnoval dendrologii.